# Euphyia plagifurcata
Euphyia plagifurcata là một loài bướm đêm trong họ Geometridae.